# Alsóvarány

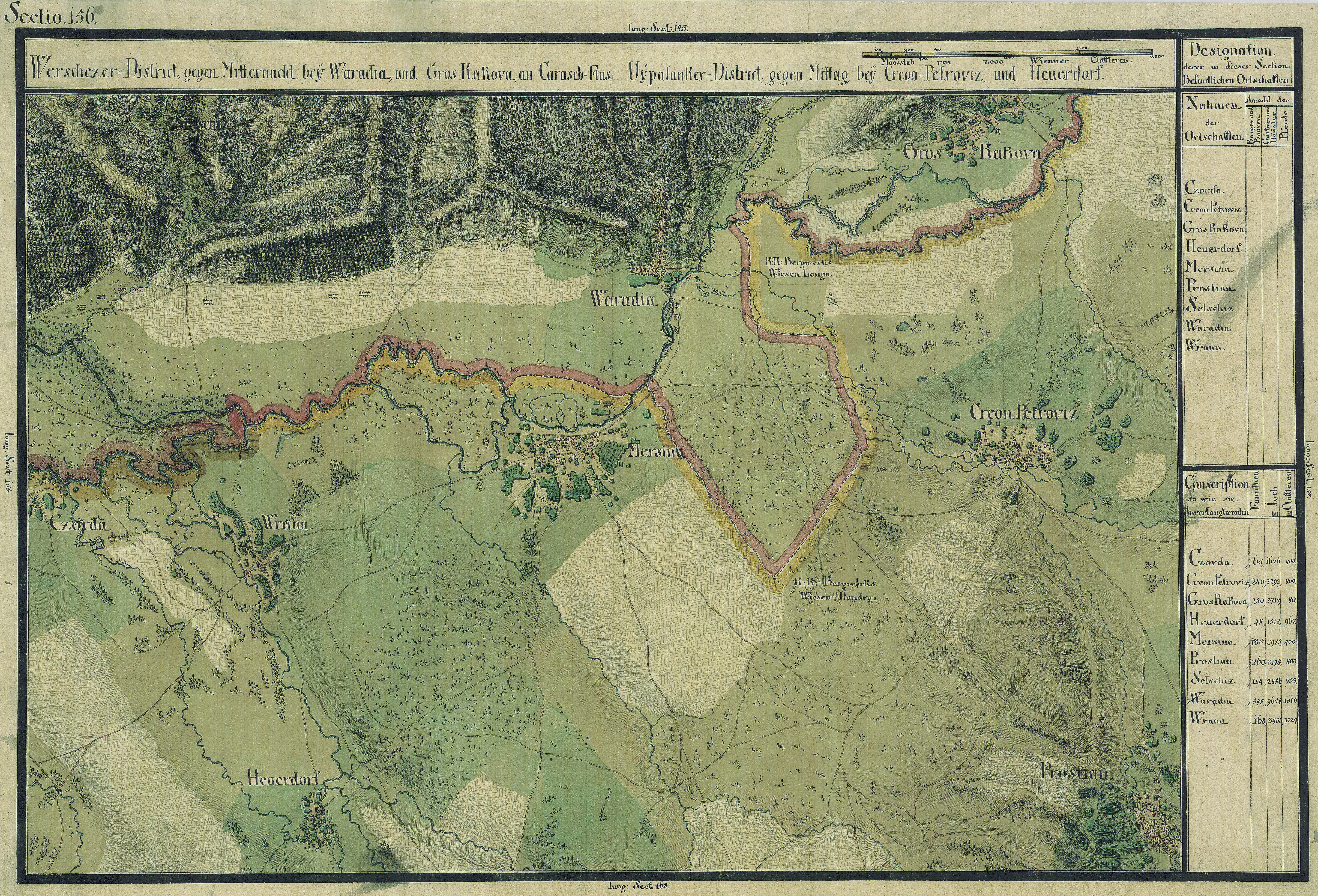
Alsóvarány egy 1700-as évekből való térképen

Alsóvarány (Vrani), település Romániában, a Bánságban, Krassó-Szörény megyében.

## Fekvése
Oravicabányától nyugatra, a Karas bal partján fekvő település.

## Története
A falutól északnyugatra, a Dâmbul Morişchii nevű helyen bronzkori, újkőkorszaki, Hallstatt-kori, római kori és 13–14. századi települések és temetkezési helyek maradványait tárták fel.
Alsóvarány, Varány nevét 1476-ban említette először oklevél Waran néven. 1402-ben Wran, 1464-ben Wrani, 1699-ben Vranya, 1808-ban Vrany, 1913-ban Alsóvarány néven írták.
Alsóvarány kenézi telepítésű, román kenézek alapítottak. A 18. században kincstári birtok volt.
1851-ben Fényes Elek írta a településről: „Vrány, Krassó vármegyében, 3 katholikus, 943 óhitü lakossal, anyatemplommal, igen
termékeny róna vidéken, ... Földesura Vrányi Constantin pesti nagykereskedő.”
1910-ben 1875 lakosából 1816 román, 20 német, 5 magyar volt. Ebből 1852 görögkeleti ortodox, 19 római katolikus volt.
A trianoni békeszerződés előtt Krassó-Szörény vármegye Jámi járásához tartozott.